# ناکاهاما مانجیرو
ناکاهاما مانجیرو (به ژاپنی: 中濱 万次郎Nakahama Manjirō) یا جان مانجیرو (به ژاپنی: ジョン万次郎)؛( ۲۷ ژانویهٔ ۱۸۲۷ – ۲۲ نوامبر ۱۸۹۸) یک زبان‌شناس، و استاد دانشگاه اهل ژاپن بود.